# Tănka Bara, Smolean
Tănka Bara (în bulgară Тънка Бара) este un sat în comuna Nedelino, regiunea Smolean,  Bulgaria. 

## Demografie
Componența etnică a satului Tănka Bara
     Bulgari (98,96%)
     Nicio identificare (1,03%)
     Altele (0%)
La recensământul din 2011, populația satului Tănka Bara era de 97 locuitori. Din punct de vedere etnic, majoritatea locuitorilor (98,96%) erau bulgari. Pentru 1,03% din locuitori nu este cunoscută apartenența etnică.